# Agrostis koelerioides
Agrostis koelerioides é uma espécie de gramínea do gênero Agrostis, pertencente à família Poaceae.